# 永和 (東大阪市)
永和（えいわ）は、大阪府東大阪市にある地名。2025年現在の行政地名は永和一丁目から永和三丁目。

## 地理
東大阪市の南西部に位置する。東は菱屋西、南は横沼町、西は荒川、北は高井田元町に接する。西から順に一丁目から三丁目がある。

## 歴史

### 沿革
- 1873年（明治6年）、大阪府渋川郡荒川村から、分離独立して永和村（ながにごむら）成立。
- 1889年（明治22年）、町村制の施行により、布施村の大字となる。
- 1896年（明治29年）、郡の統廃合により、中河内郡の所属となる。
- 1925年（大正14年）、布施村が町制施行して、布施町となる。
- 1937年（昭和12年）、布施町が長瀬村・小阪町・楠根町・意岐部村・弥刀村と合併。布施町永和・荒川の各一部より布施市永和1 - 3丁目成立。
- 1967年（昭和42年）、布施市が河内市・枚岡市と合併し、新設の東大阪市の一部となる[5]。

## 世帯数と人口
2025年（令和7年）3月31日現在の世帯数と人口は以下の通りである。
| 丁目       | 世帯数    | 人口    |
| ---------- | --------- | ------- |
| 永和一丁目 | 1,006世帯 | 1,702人 |
| 永和二丁目 | 868世帯   | 1,464人 |
| 永和三丁目 | 684世帯   | 1,288人 |
| 計         | 2,558世帯 | 4,454人 |

### 人口の変遷
国勢調査による人口の推移。
| 1995年（平成7年）  | 5,787人 | [ 6 ]  |  |
| 2000年（平成12年） | 5,348人 | [ 7 ]  |  |
| 2005年（平成17年） | 4,979人 | [ 8 ]  |  |
| 2010年（平成22年） | 5,020人 | [ 9 ]  |  |
| 2015年（平成27年） | 4,799人 | [ 10 ] |  |
| 2020年（令和2年）  | 4,658人 | [ 11 ] |  |

### 世帯数の変遷
国勢調査による世帯数の推移。
| 1995年（平成7年）  | 2,267世帯 | [ 6 ]  |  |
| 2000年（平成12年） | 2,124世帯 | [ 7 ]  |  |
| 2005年（平成17年） | 2,078世帯 | [ 8 ]  |  |
| 2010年（平成22年） | 2,194世帯 | [ 9 ]  |  |
| 2015年（平成27年） | 2,242世帯 | [ 10 ] |  |
| 2020年（令和2年）  | 2,195世帯 | [ 11 ] |  |

## 学区
市立小・中学校に通う場合、学区は以下の通りとなる。
| 丁目       | 番/番地等 | 小学校               | 中学校                 |
| ---------- | --------- | -------------------- | ---------------------- |
| 永和一丁目 | 全域      | 東大阪市立桜橋小学校 | 東大阪市立上小阪中学校 |
| 永和二丁目 | 全域      | 東大阪市立桜橋小学校 | 東大阪市立上小阪中学校 |
| 永和三丁目 | 全域      | 東大阪市立桜橋小学校 | 東大阪市立上小阪中学校 |

## 事業所
2021年（令和3年）現在の経済センサス調査による事業所数と従業員数は以下の通りである。
| 丁目       | 事業所数  | 従業員数 |
| ---------- | --------- | -------- |
| 永和一丁目 | 113事業所 | 852人    |
| 永和二丁目 | 145事業所 | 2,129人  |
| 永和三丁目 | 59事業所  | 302人    |
| 計         | 317事業所 | 3,283人  |

## 交通

### 鉄道
- JR西日本おおさか東線 - JR河内永和駅、JR俊徳道駅
- 近鉄奈良線 - 河内永和駅

### 道路
- 大阪府道24号大阪東大阪線

## 施設
- 東大阪税務署
- 東大阪年金事務所
- 東大阪子ども家庭センター
- 東大阪市シルバー人材センター
- 布施警察署 永和交番
- 布施郵便局
- 東大阪永和郵便局
- 東大阪市立永和図書館
- 東大阪商工会議所
- 小阪病院
  - 小阪病院看護専門学校
- 関西スーパー 永和店
- 乗蓮寺
- カトリック布施教会
- 永和公園

## 郵便
- 郵便番号：577-0809[3]（集配局：布施郵便局[14]）。

## ギャラリー

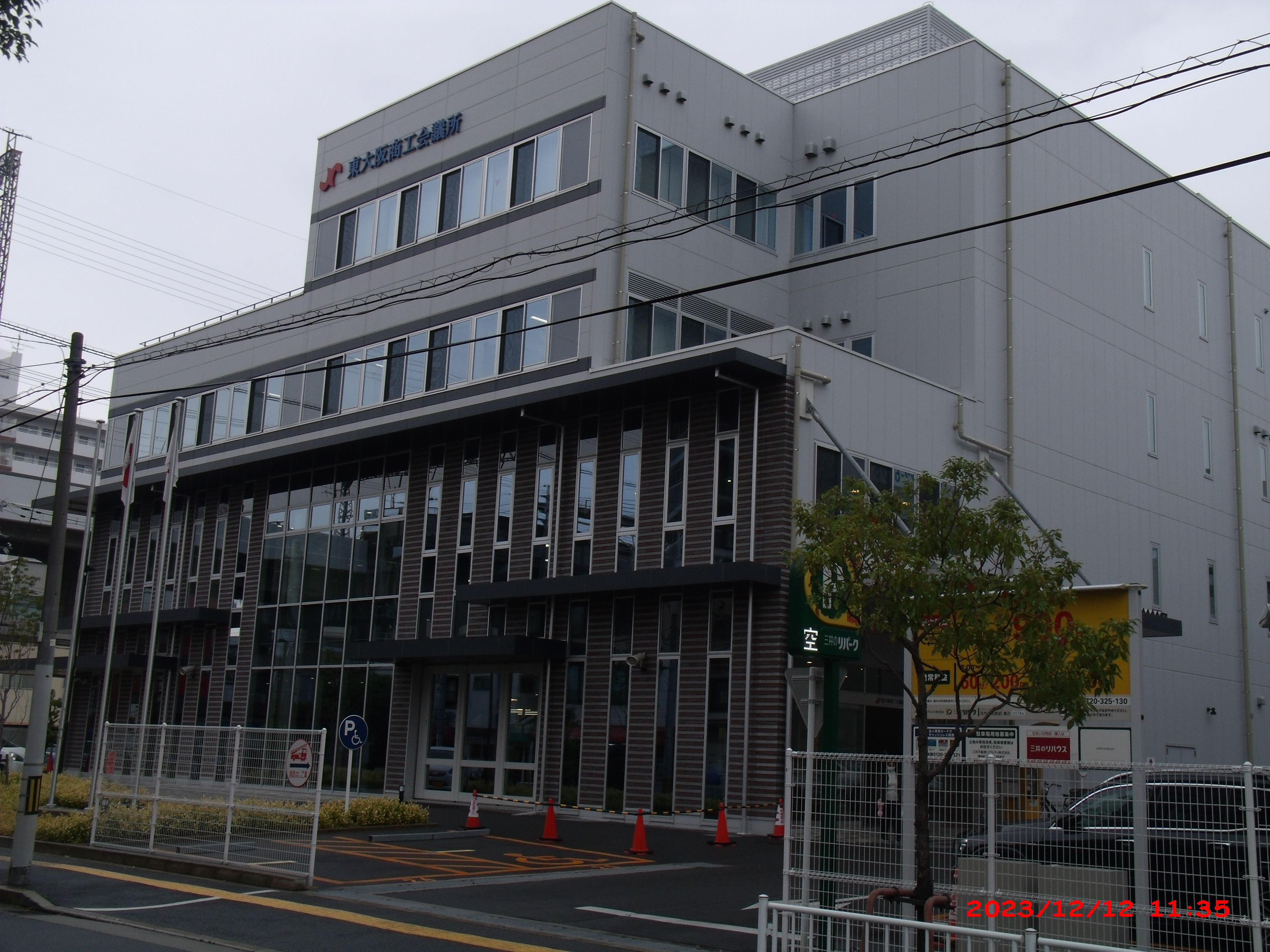
東大阪商工会議所
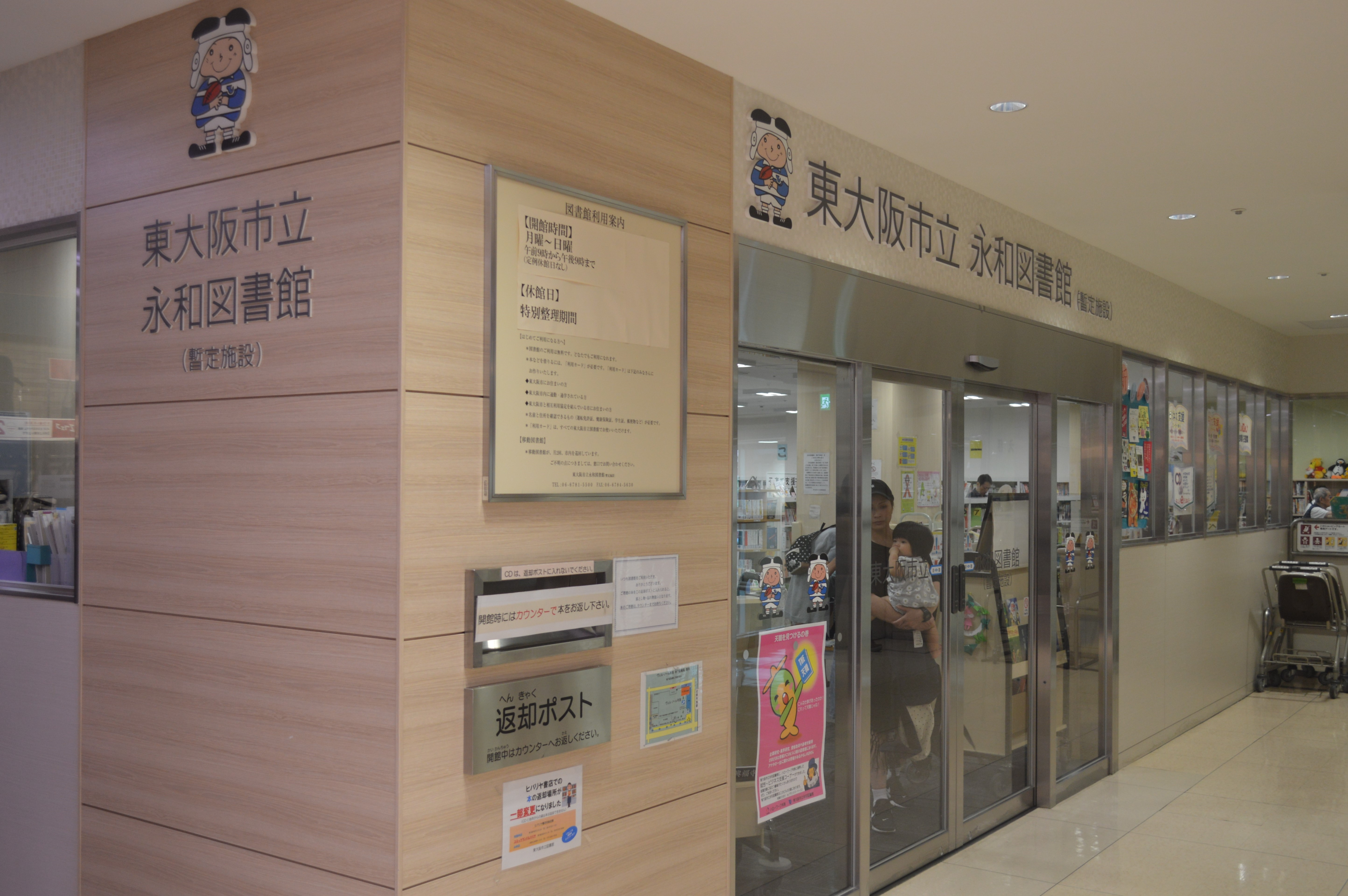
東大阪市立永和図書館
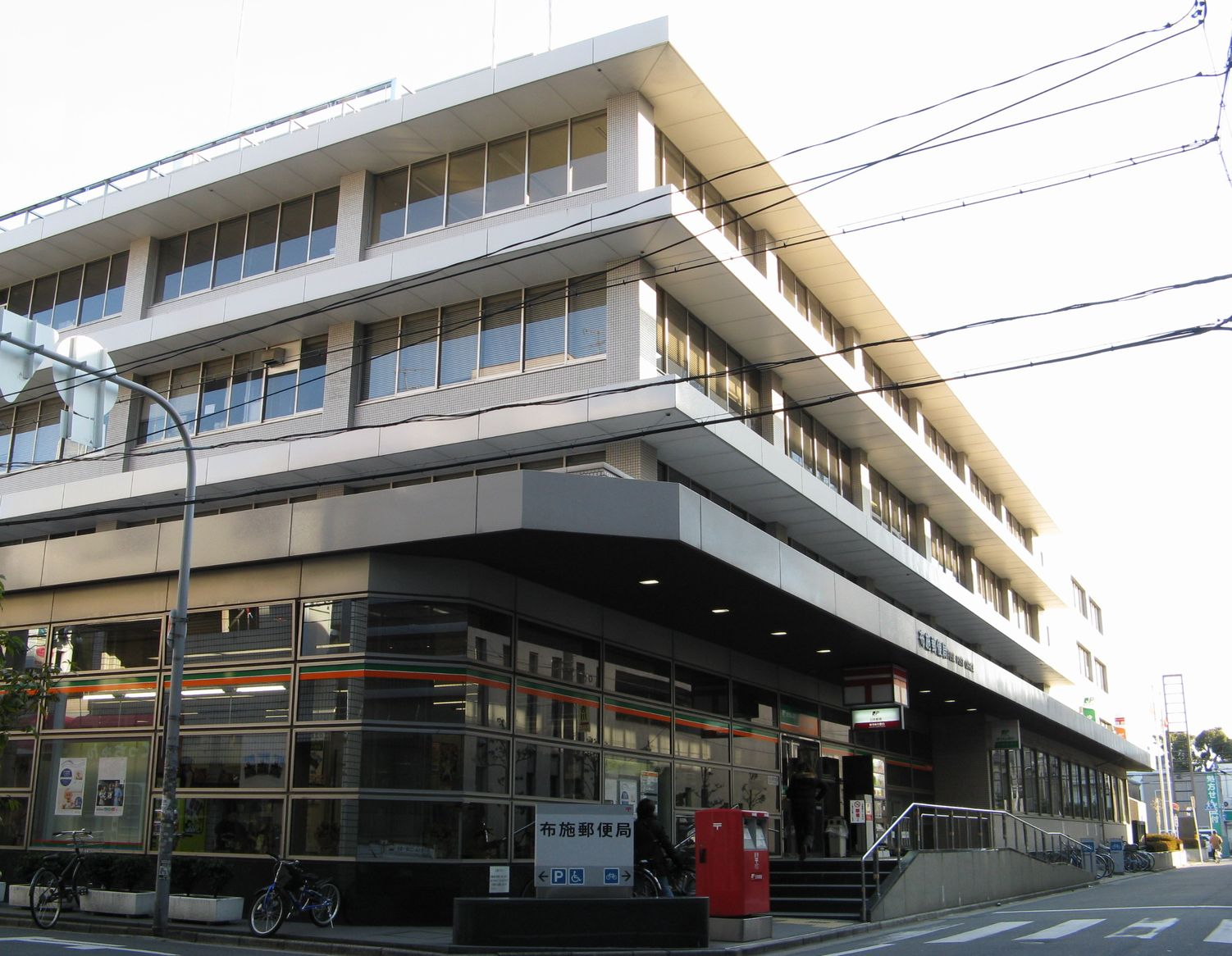
布施郵便局
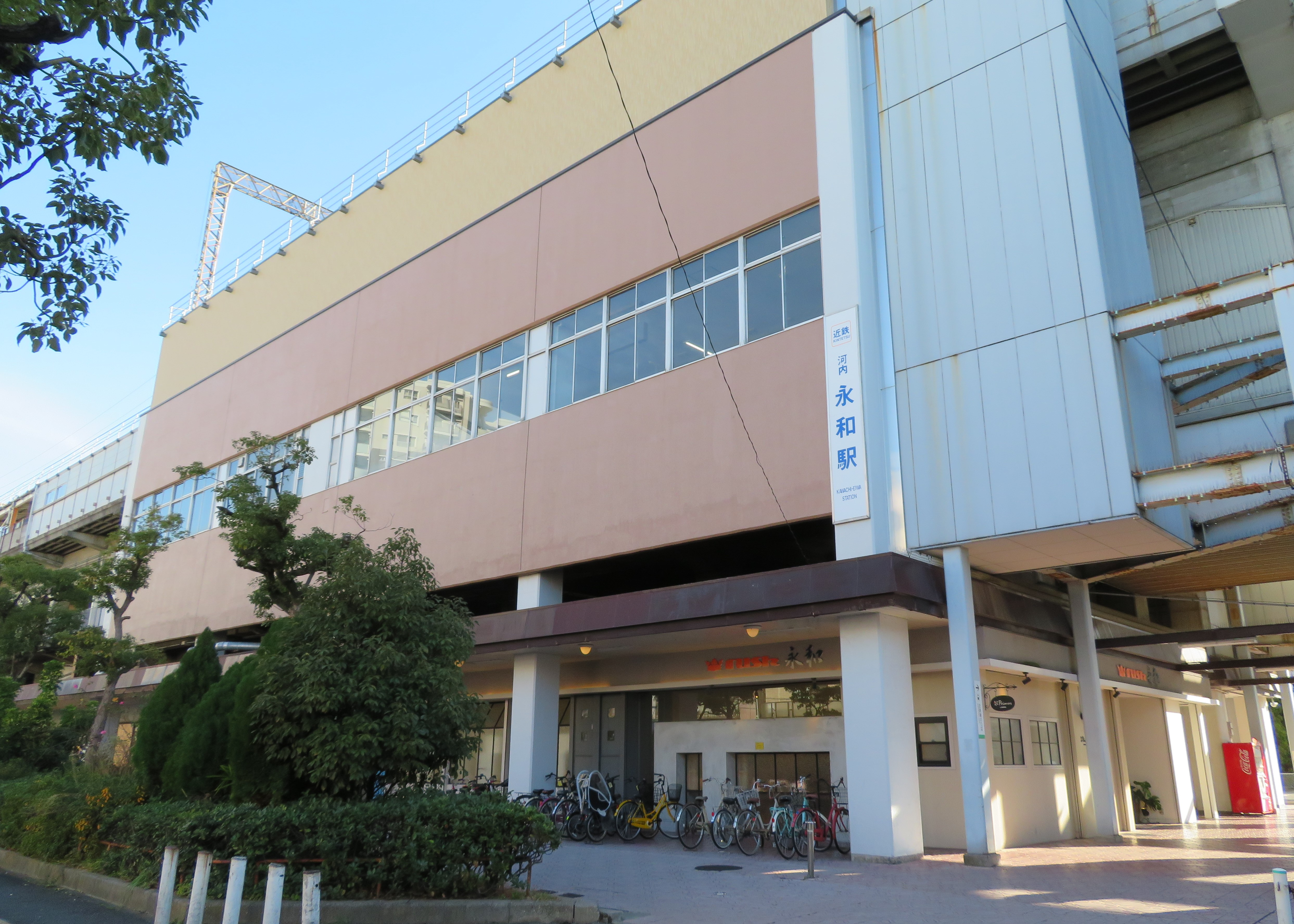
近鉄河内永和駅
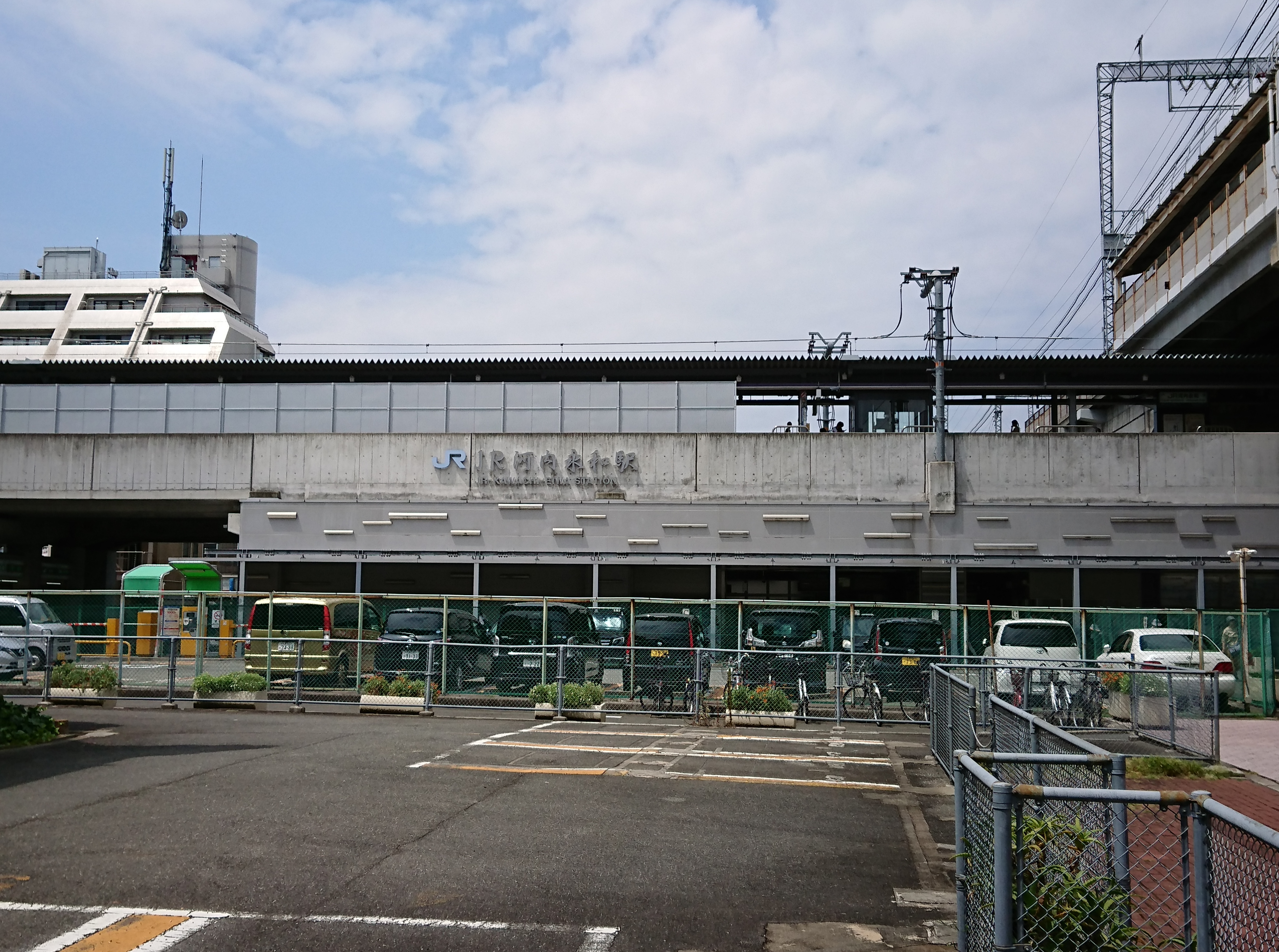
JR河内永和駅
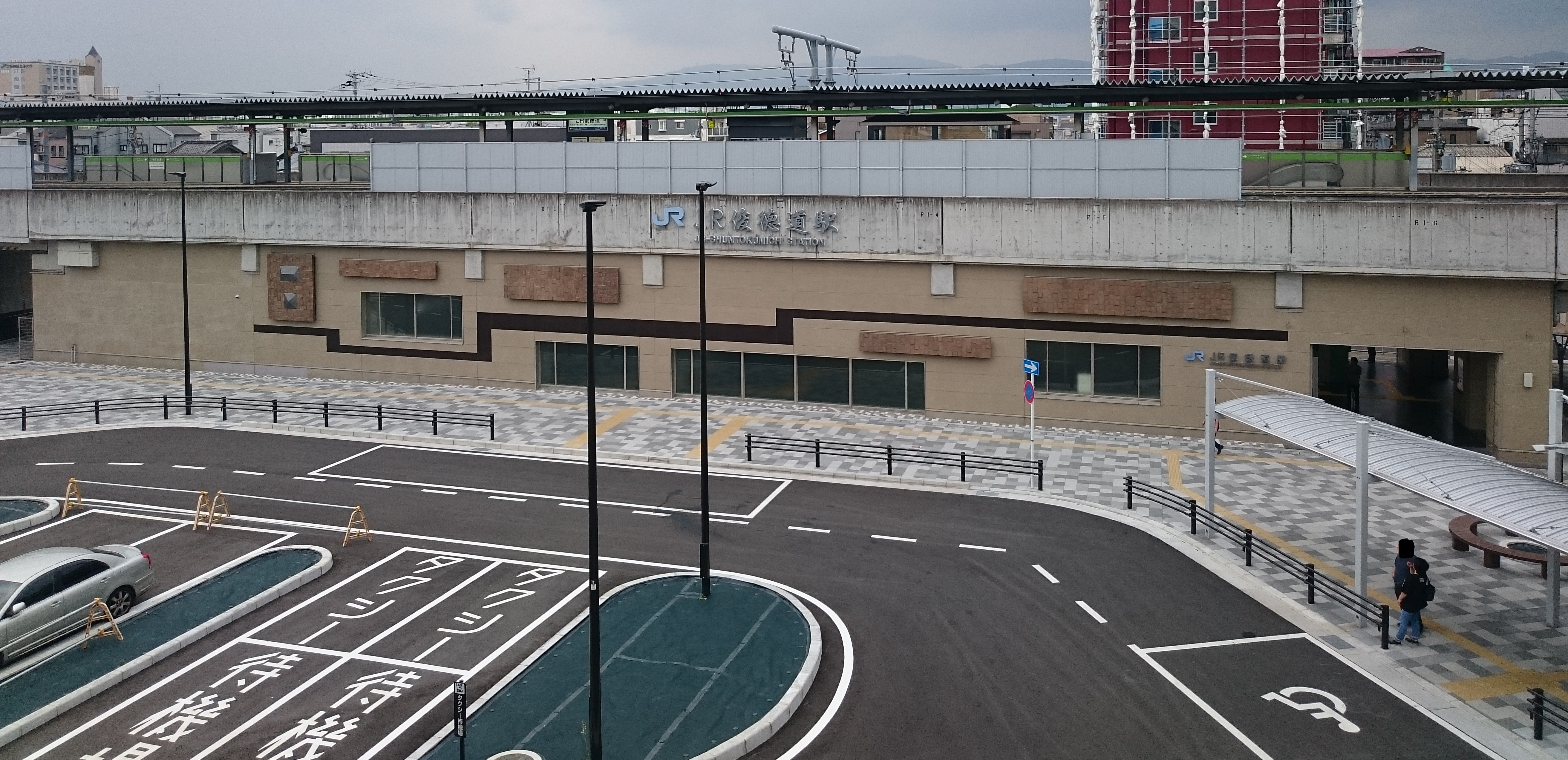
JR俊徳道駅